# Saint-Roch-des-Aulnaies
Saint-Roch-des-Aulnaies es un municipio canadiense situado en la provincia de Quebec.

## Superficie
Saint-Roch-des-Aulnaies tiene una superficie de 49,14 km².

## Demografía
En 2021, tenía 955 habitantes, una densidad poblacional de 19,4 hab./km², y 552 viviendas.